# 山丁子擬紅花介
山丁子擬紅花介（学名：Paracytheroma baccata）为魚形介科擬紅花介屬下的一个种。